# Lumo (鐵路公司)
Lumo（公司代码：LD）是英国一间开放式运营铁路公司，总部位于泰恩河畔纽卡斯尔，为第一集團的下属企业，在东海岸主线倫敦國王十字車站至愛丁堡威瓦利站区间运营旅客列车。该公司成立于2013年11月7日，初始名称为，2016年品牌名称定为“Lumo”并沿用至今。
该公司使用的列车有且仅有5列英国铁路803型电动列车。列车上提供餐饮服务，包括售货小推车。该公司列车仅出售二等座车票，座位布局是2+2。Lumo的信息化程度很高，其大量使用无纸化电子车票，拥有较为便利的线上订票渠道。

## 历史

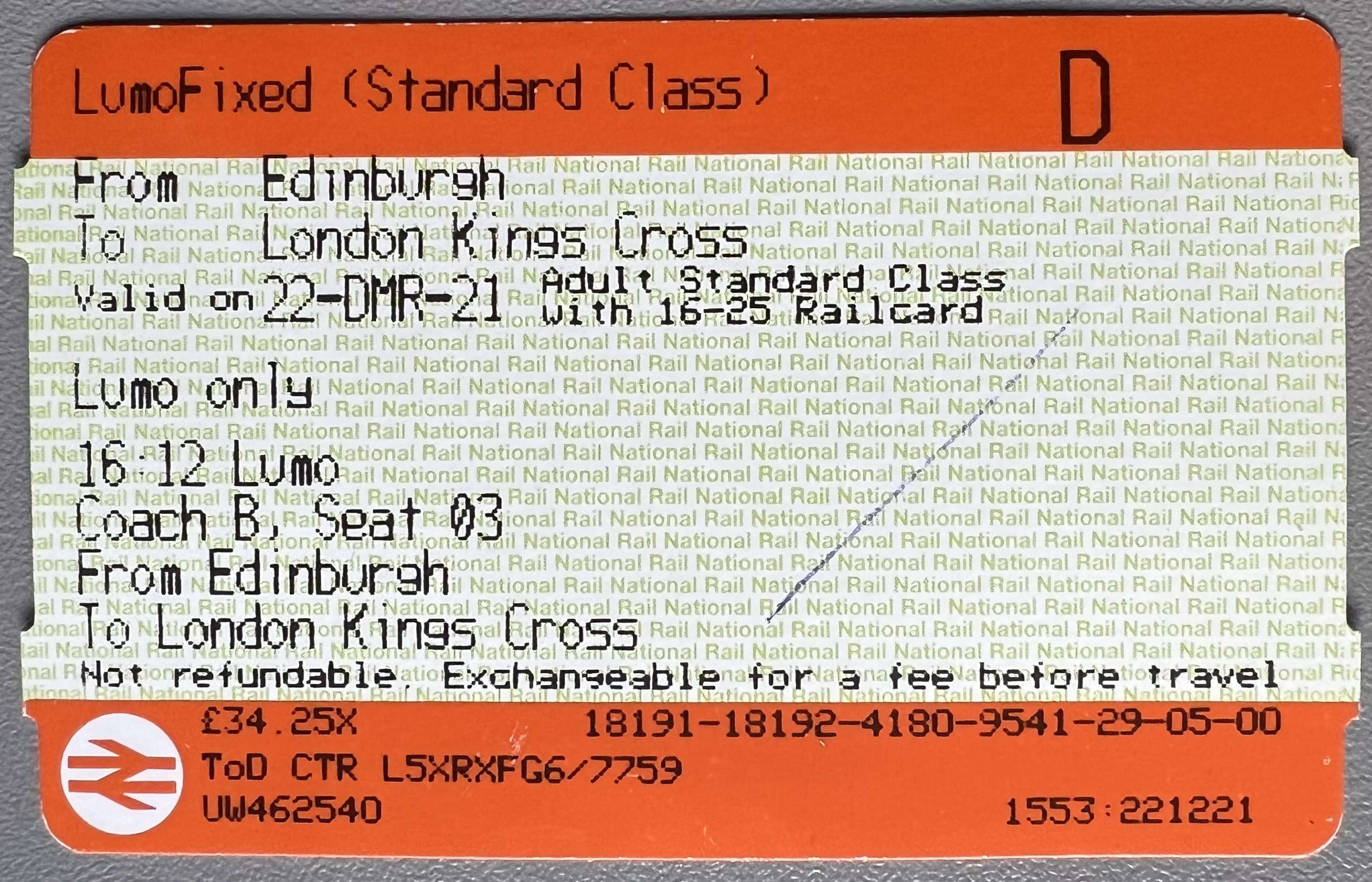
Lumo的纸质车票

2015年，英国铁路与公路办公室宣布允许更多的开放式运营铁路公司竞标东海岸主线列车服务，以该线路令既有运营商维珍列车东海岸拥有更多的竞争对手，英国大型交通运输集团“第一集团”选择竞标东海岸主线倫敦國王十字車站至愛丁堡威瓦利站区间，该公司随之成立，公司初始名称为东海岸列车有限公司（英文原名：East Coast Trains Limited）。
第一集团的票价方案是取同线路公路客运、铁路、民航的经济舱/二等座的平均票价，将二等座全程票价定为约25英镑。联盟铁路控股也参与此次竞标，但联盟铁路控股方案因票价/服务费用过高而未能中标。
2016年5月，英国铁路与公路办公室向第一集团子公司东海岸列车有限公司（英文原名：East Coast Trains Limited）授予该线路10年期轨道使用许可，该许可允许自2021起在该线路每方向运营最多5个车次，不久后公司名称改为“Lumo”。这将会使得该公司成为东海岸主线上继赫爾鐵路和大中央鐵路后的第3家开放式运营铁路公司。该公司当时表示在2021年之前不会提供列车服务，因需要等待新列车到货。
5列英国铁路803型电力动车组下单，共花费1亿英镑，用于Lumo的旅客列车。
2021年9月21日，Lumo正式成立，其名称来自英文单词“luminosity”和“motion”，有“诚信经营、提供优质的服务、奉行环保的运营理念、拥有开放包容而团结友爱的公司团队”的寓意。两个月后，Lumo公司部搬至泰恩河畔纽卡斯尔。Lumo于2021年10月25日开始提供列车服务。一开始是多数工作日每方向两个车次，2022年初增至每方向5个车次。2022年6月，马尔蒂恩·吉尔伯特（Martijn Gilbert）被任命为Lumo总经理兼赫爾鐵路总经理，取代了之前菲尔·卡梅伦（Phil Cameron）和大卫·吉布森（David Gibson）的职位（Lumo和赫爾鐵路两间铁路公司的母公司都是第一集团）。
2024年5月，该公司宣布计划于2027年起提供伦敦尤斯顿车站經曼徹斯特維多利亞站至羅奇代爾站的列车服务，但该计划仍在等待英国铁路与公路办公室批准。

## 使用列车
Lumo所使用的列车有且仅有5列英国铁路803型电力动车组，英国铁路803型电力动车组仅有Lumo一个客户，由日立製作所制造，英国铁路803型电力动车组仅有制造5列，2019年3月下单，制造于2020年至2021年间，共花费1亿英镑，出资方为灯塔铁路租赁有限公司。
英国铁路803型电力动车组为5节编组，最高运营速度为125英里/小时（200千米/小时），最高设计速度为140英里/小时（225千米/小时），设有400个座位。英国铁路803型电力动车组属日立製作所A-列车系列，英国铁路803型电力动车组的设计和伦敦东北铁路公司在东海岸主线上运营的英國鐵路801型電力動車組类似，两者同样没有辅助柴油发动机，同样通过内置电池在接触网没电时为车上设备供电。其它的不同还包括英国铁路803型电力动车组为全二等座设计、厨房空间缩水（尽管通过售货小推车提供餐饮服务）。英国铁路803型电力动车组为空调列车，车上提供大量英式电源插座和USB充电口，同时提供WiFi。英国铁路803型电力动车组运营线路目前仅有愛丁堡威瓦利站↔倫敦國王十字車站一条线路。

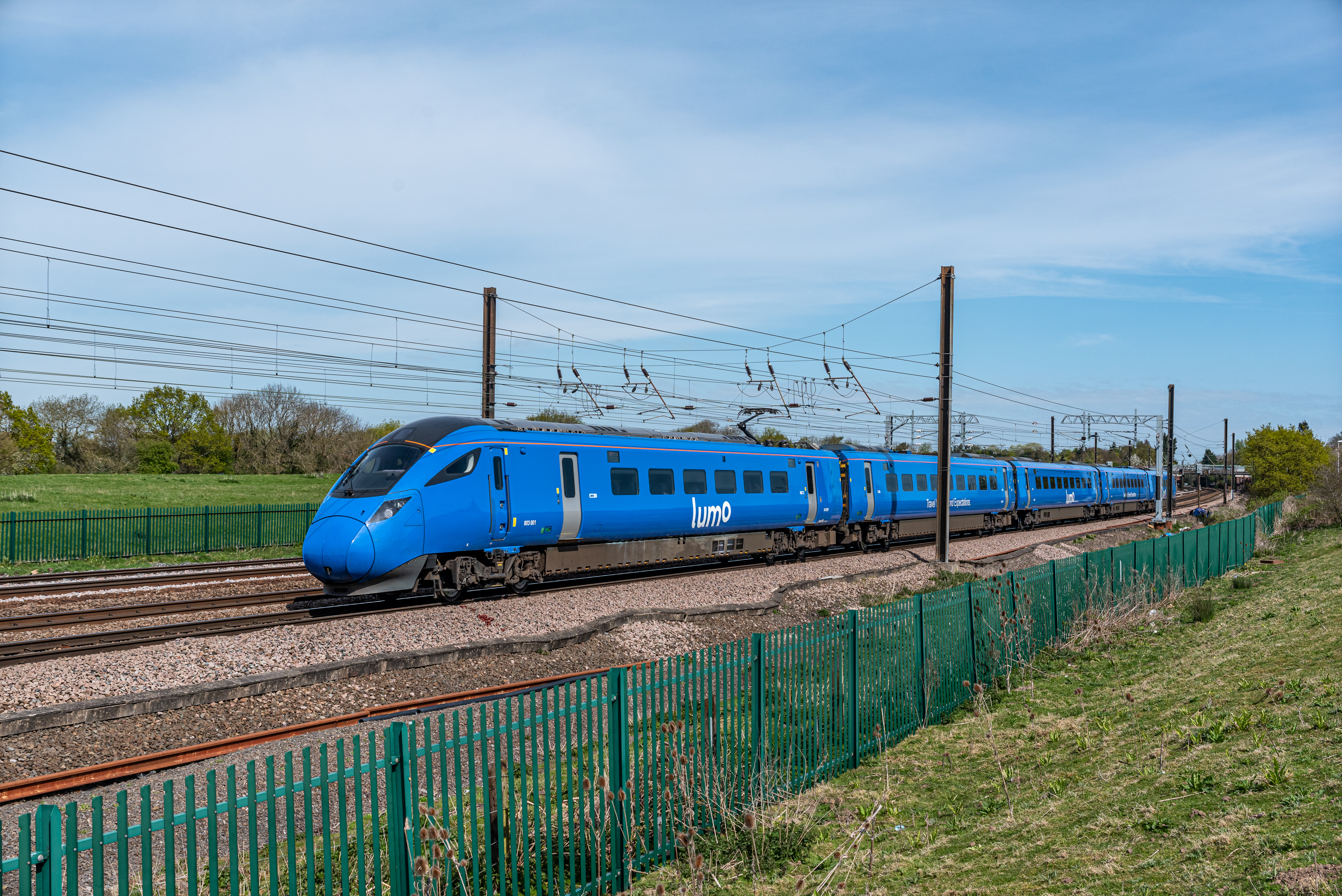
英国铁路803型电力动车组（英语：British Rail Class 803）外部
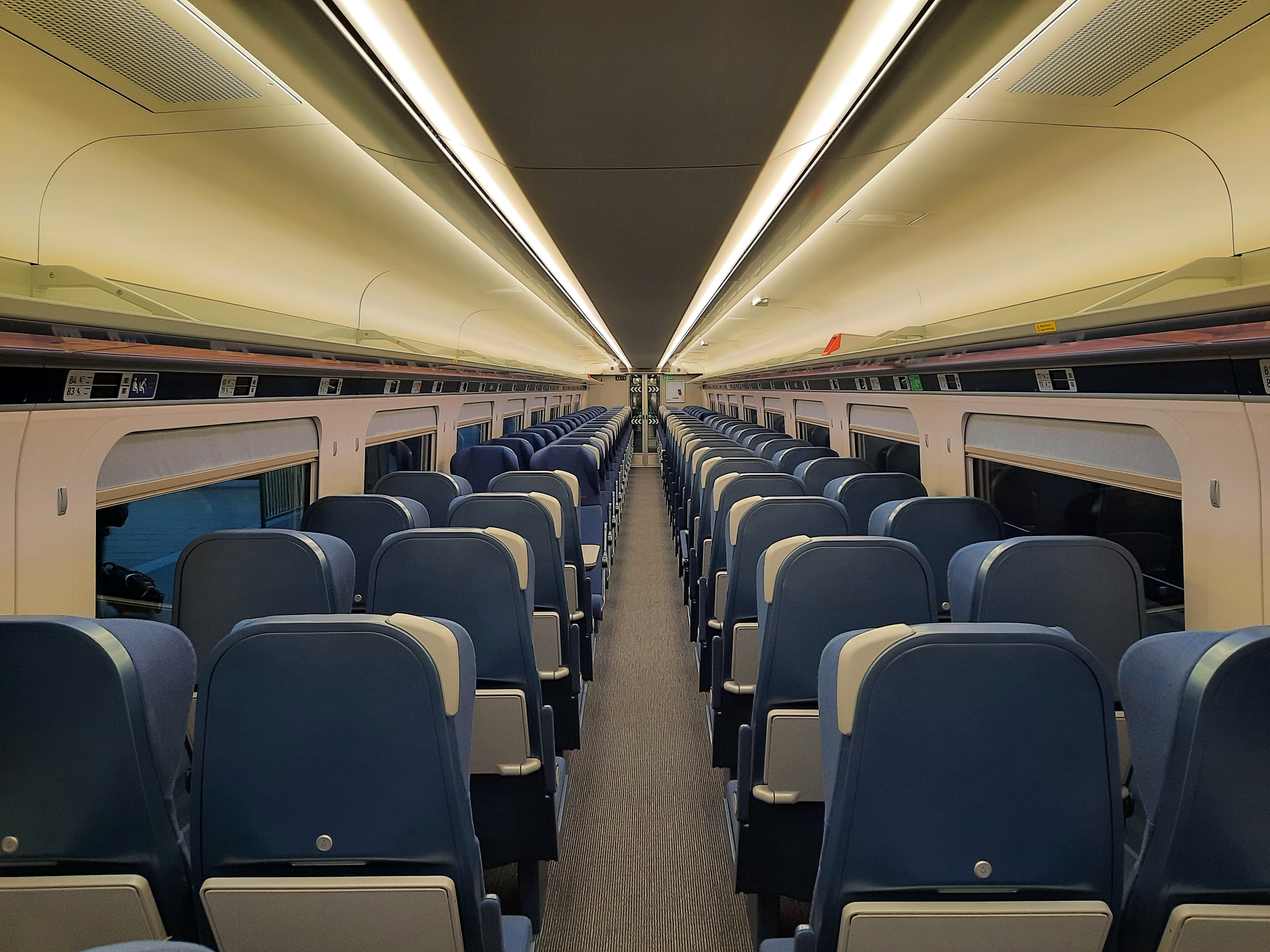
英国铁路803型电力动车组（英语：British Rail Class 803）二等座车内部
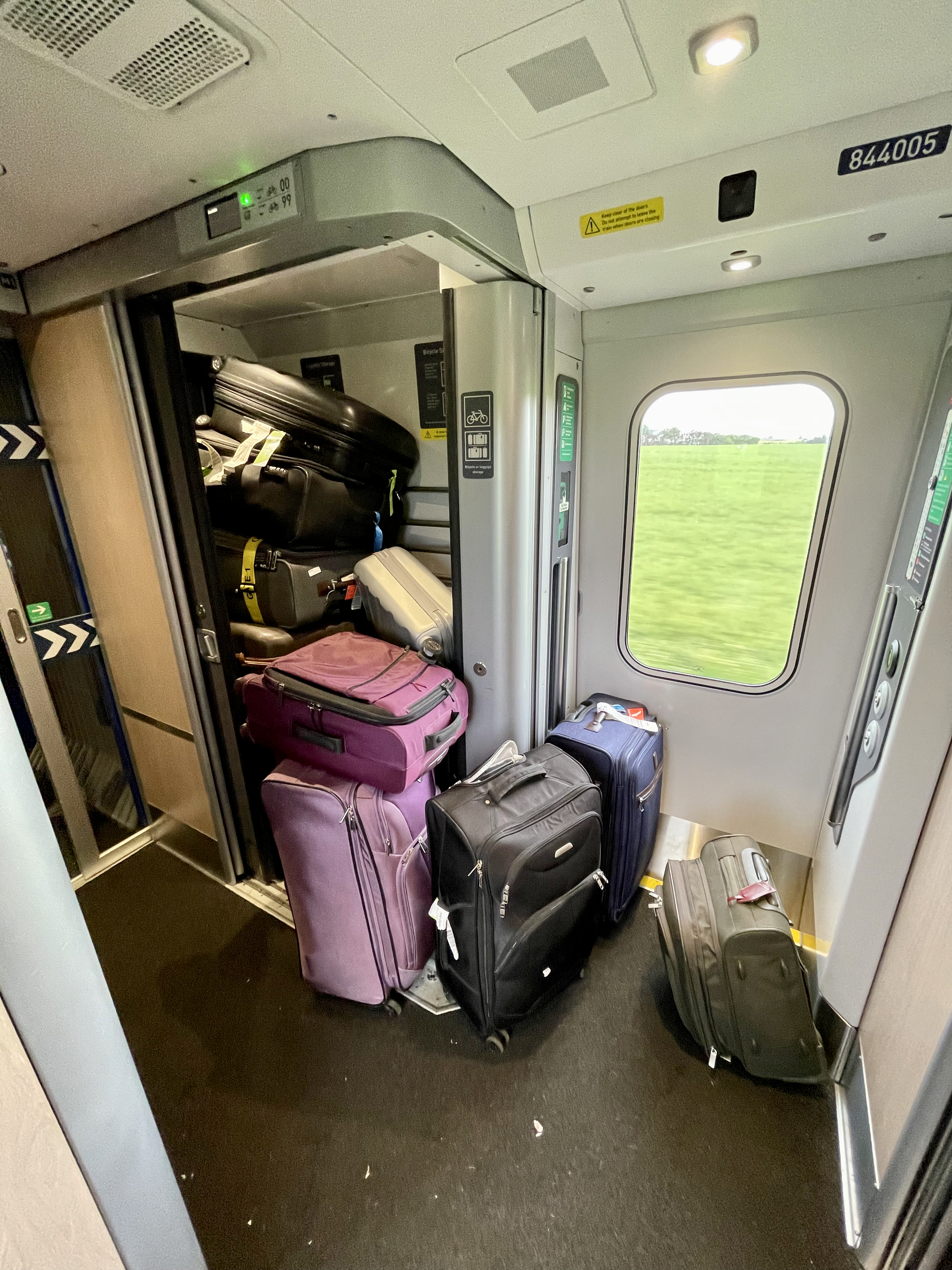
英国铁路803型电力动车组（英语：British Rail Class 803）行李储存区
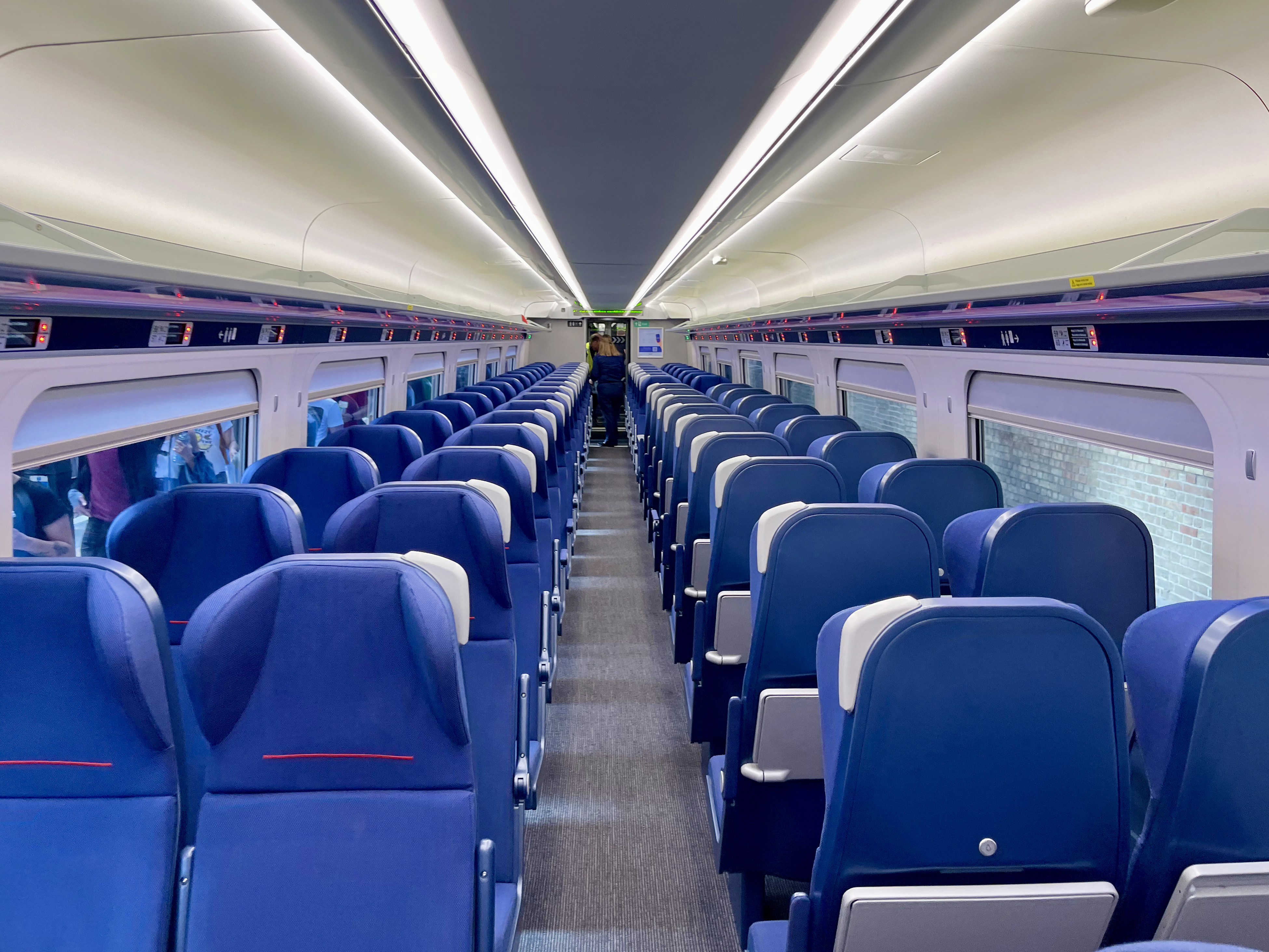
Lumo使用的英国铁路803型电力动车组（英语：British Rail Class 803）二等座车内部（Lumo仅提供二等座）
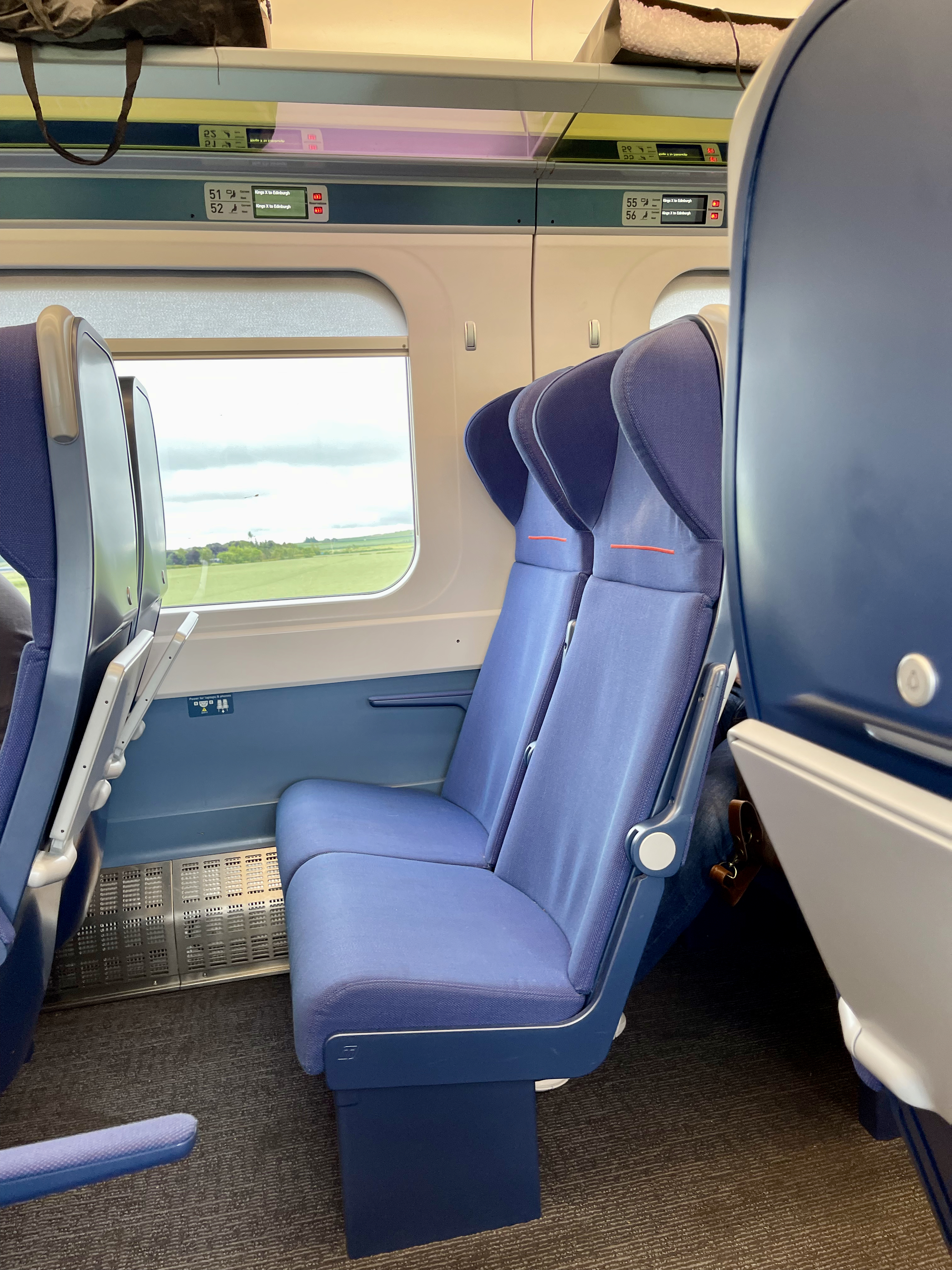
英国铁路803型电力动车组（英语：British Rail Class 803）二等座座椅
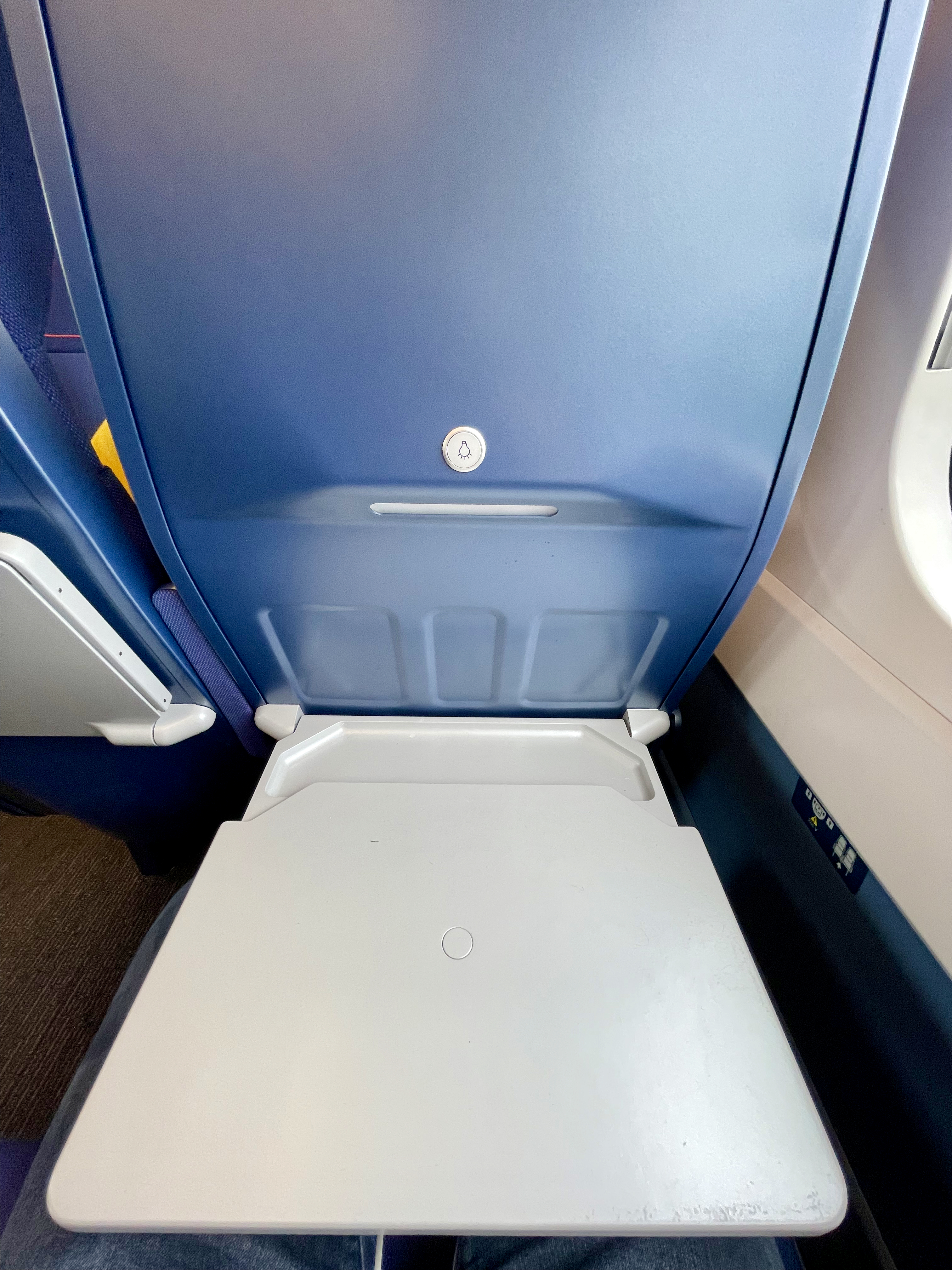
英国铁路803型电力动车组（英语：British Rail Class 803）二等座折叠式小桌板

## 外部連結
- 官方网站
- 维基共享资源上的相關多媒體資源：Lumo